# Croperoides negrottoi
Croperoides negrottoi är en fjärilsart som beskrevs av Emilio Berio 1940. Croperoides negrottoi ingår i släktet Croperoides och familjen tofsspinnare. Inga underarter finns listade i Catalogue of Life.